# Operação Sangue Negro
Operação Sangue Negro é uma operação policial brasileira deflagrada em 17 de dezembro de 2015 pela Polícia Federal, como um desdobramento da Operação Lava Jato. A operação investiga dinheiro desviado de contratos da Petrobras desde 1997. A ação está relacionada às investigações de um esquema de pagamento de propinas envolvendo a empresa holandesa SBM e a estatal brasileira.
Os crimes investigados pela operação são os de sonegação fiscal, lavagem de dinheiro, desvio de recursos públicos e evasão de divisas. De acordo com a PF, as investigações da Sangue Negro começaram antes da Lava Jato, embora todos os alvos desta quinta estejam relacionados a ela, e ter sido um desdobramento da operação.

## Mandados judiciais
Foram cumpridos quatro mandados de prisão preventiva, sendo dois deles contra ex-diretores da estatal presos na Lava Jato, Renato Duque e Jorge Zelada. As buscas foram realizadas nas casas dos investigados e na Petroserv, empresa do ramo de prospecção de petróleo. De acordo com as investigações, a Petroserv recebia repasses de 3% a 5% de contratos da Petrobras e, desse total, remetia 1% para contas de empresas no exterior. Os investigadores apontam que esse dinheiro era lavado e remetido novamente para o Brasil em forma de propina. Em junho deste ano, o ex-representante da SBM no Brasil Júlio Faerman, um dos operadores do esquema investigado pela Lava Jato e delator.